# Fornost (konwent)
Fornost – polski konwent gier terenowych (LARP), który odbywa się od 2008 roku i skupia miłośników fantastyki oraz twórczości J.R.R. Tolkiena. Ukierunkowany jest na zapoznanie nowych osób z tematyką gier typu LARP i zachęcenie ich do spróbowania tego typu rozrywki.

## Czas i miejsce
Konwent trwa zwykle 9 dni, odbywa się na przełomie lipca i sierpnia w miejscowości Łutowiec, na Jurze Krakowsko-Częstochowskiej. Poprzednio Fornost miał miejsce w różnych miejscowościach, corocznie od 2008 roku.

## Program
Uczestnicy konwentu biorą udział w LARP-ach, konkursach, warsztatach i sesjach RPG odbywających się w różnych uniwersach.
W programie Fornostu można znaleźć różne bloki programowe:
- Blok LARP-owy – co roku odbywają się gry typu LARP, w tym cykliczny punkt programu: dwudniowa Gra Główna obsadzona w świecie Śródziemia, wykreowanym przez J.R.R. Tolkiena, w IV Erze, około sto pięćdziesiąt lat po odpłynięciu Drużyny Pierścienia za morze[6].
- Blok planszówkowy – Games Room – turnieje gier planszowych, nauka zasad gier, wypożyczalnia.
- Blok konkursowy – konkursy dotyczące różnych dziedzin związanych z tematyką fantasy i sci-fi, np. konkurs tolkienistyczny (z wiedzy o Śródziemiu), konkurs łuczniczy, turniej bitewny (na broń bezpieczną), konkurs wiedźmiński, konkurs muzyki filmowej, konkurs wiedzy o serialach, konkurs blizzardowski (z wiedzy o grach) i inne.

Inne atrakcje:
- różnego rodzaju warsztaty, m.in.: szycia kostiumów czy wykonywania naczyń z gliny na LARP-y; warsztaty szermierki itp.;
- sesje RPG.